# Catifeaua albastră
Catifeaua albastră este un thriller din anul 1986, scris și regizat de David Lynch. Filmul debutează cu o scenă în care protagonistul descoperă în iarbă o ureche de om tăiată, pe care o duce la poliție. Apoi, el face pe cont propriu investigații și dezvăluie o lume ascunsă în orașul său liniștit, provincial. Actorii principali sunt Kyle MacLachlan, Isabella Rossellini, Dennis Hopper și Laura Dern.
Titlul este luat dintr-un cântec cu același nume al lui Bobby Vinton, care poate fi auzit de mai multe ori în film.
Motto:
- Lumea e ciudată.

## Rezumat
Filmul începe cu câteva imagini liniștite ale vieții dintr-un oraș de industrie forestieră, urmate imediat de un prim plan cu insecte și gândaci mișunând într-o grădină. Această alăturare sugerează tema filmului, coexistența binelui și a răului în lume.
Întorcându-se acasă pentru a-și vizita tatăl, care este în terapie intensivă, la spital, Jeffrey Beaumont dă peste o ureche umană într-un câmp. Deoarece detectivul poliției locale Williams și departamentul local de poliție se află în imposibilitatea de a investiga, Jeffrey și Sandy, fiica detectivului Williams, decid să facă propria lor investigație. Însa ancheta lui Jeffrey și Sandy duce la descoperirea unei lumi interlope întunecate care există chiar în orașul lor. Jeffrey devine suspicios pe cântăreța unui club de noapte, Dorothy Vallens, care este implicată cu Frank Booth, un om violent și rău.
Jeffrey (Kyle MacLachlan) găsește o ureche de om tăiată prin iarbă. În fața imobilității poliției și fascinat de faptul că acest orășel liniștit are o lume interlopă, Jeffrey, ajutat de Sandy (Laura Dern) – fiica unui polițist - decide să afle tot ce poate despre ea. Jeffrey intră prin efracție în casa cântăreței Dorothy Vallens (Isabella Rossellini), victimă a psihopatului Frank Booth (Dennis Hopper). Din cauza amestecului său și încercând să o elibereze pe Dorothy, Jeffrey are probleme cu Frank, este bătut. În cele din urmă, Frank îl caută pentru a-l ucide dar Jeffrey îl împușcă și totul revine la normal. Răul există pe lume, dar binele va învinge întotdeauna.

## Actori
- Isabella Rossellini este Dorothy Vallens
- Kyle MacLachlan este Jeffrey Beaumont
- Dennis Hopper este Frank Booth
- Laura Dern este Sandy Williams
- Hope Lange este Mrs. Williams
- Dean Stockwell este Ben
- George Dickerson este Detectiv Williams
- Priscilla Pointer este Mrs. Beaumont
- Frances Bay este Aunt Barbara
- Jack Harvey este Mr. Beaumont
- Ken Stovitz este Mike
- Brad Dourif este Raymond
- Jack Nance este Paul
- J. Michael Hunter este Hunter
- Dick Green este Don Vallens
- Fred Pickler este "Yellow Man"/Det. T.R Gordon

## Originile și cum a fost produs
Originile filmului s-ar putea afla în copilăria lui Lynch, petrecută în pădurile din Spokane, Washington, un ținut din nord-vestul Statelor Unite similar cu cel din film. Lynch declară că "filmul este într-un fel autobiografic. Kyle este îmbrăcat ca mine. Tatăl meu a fost un cercetător științific în Ministerul Agriculturii la Washington. Eram tot timpul prin pădure. Mă cam săturasem de păduri când am plecat, dar buștenii, lemnul tăiat, sunt pentru mine simboluri ale Americii la fel ca și gărdulețele din lemn și trandafirii din scena cu care începe filmul. Este foarte de adânc în mine această imagine și mă face foarte fericit."   Dacă amintirile din copilărie ale lui Lynch au inspirat alegerea locului unde s-a filmat Catifeaua albastră, povestea își are rădăcinile în trei idei care s-au cristalizat în mintea autorului începând încă din 1973, dar pe-atunci nu avea decât "un sentiment și un titlu" 
După ce a terminat Omul elefant, l-a cunoscut pe producătorul Richard Roth la o cafea. Roth citise și îi plăcuse scenariul Ronnie Rocket, dar nu credea că ar investi în producția sa. L-a întrebat pe Lynch dacă are alte scenarii dar el avea numai idei. I-am spus că am vrut întotdeauna să spionez în camera unei fete și să o urmăresc noaptea și poate la un moment dat aș vedea vreun indiciu de crimă. Lui Roth îi plăcu ideea și mi-a cerut să scriu ceva. M-am întors acasă și m-am gândit la urechea din iarbă 
Această idee a urechii tăiate în iarbă a devenit una din cele mai puternice imagini din film. "Nu știu de ce a trebuit să fie o ureche. Știu doar că trebuia să fie o deschizătură într-un corp, o gaură în ceva…urechea se află pe cap și merge chiar către creier deci era perfectă", remarca Lynch într-un interviu. Pentru regizor, urechea tăiată era modul perfect de a-l conduce pe Jeffrey în lumea secretă descrisă în film.
A treia idee a lui Lynch a fost interpretarea clasică a cântecului "Catifeaua albastră" a lui Bobby Vinton și "atmosfera care se instala cu acel cântec, o epocă și lucrurile din acea epocă"  Cântecul apare în film nu numai în interpretarea lui Vinton, ci și a lui Dorothy. El continuă motivul catifelei albastre care apare sub forma perdelei sau rochiei de catifea din primele scene sau bucății de material pe care Frank o are tot timpul la el.
Odată ce Lynch a avut aceste trei idei, împreună cu Roth le-a prezentat la Warner Bros., care s-au arătat interesați de proiect. Astfel, Lynch a petrecut doi ani scriind doua ciorne care, în opinia sa, nu au fost foarte bune. Lynch afirmă că "probabil că tot ce era neplăcut se regăsea în ele dar nimic altceva. Multe lipseau. Așa că am renunțat pentru un timp." După experiența cu Dune, Lynch s-a reîntors la "Catifeaua albastră". A mai scris două ciorne înainte de a fi satisfăcut de scenariu. Condițiile la acel moment erau ideale: Lynch semnase un contract cu Dino de Laurentiis care îi dădea libertate artistică totală și privilegii la montaj cu condiția ca totul să se încadreze în 6 milioane de dolari. "Catifeaua albastră" a fost cel mai ieftin film făcut de De Laurentiis și Lynch a fost lăsat pe cont propriu. "După "Dune" sentimentul de eșec era atât de mare încât orice aș fi făcut ar fi fost bine! Așa că mă simțeam euforic. Și în astfel de condiții poți să riști. Poți să experimentezi. ". Pentru că materialul era complet diferit de curentul principal în acea perioadă, de Laurentiis a trebuit să-și înființeze propria companie de producție ca să îl distribuie.
Filmul a fost montat tăindu-se două ore din el. Ceea ce s-a tăiat a fost pus spre păstrare și, se pare, s-a pierdut.

## Catifeaua albastrăca film al lui Lynch
"Catifeaua albastră" conține câteva elemente comune operei lui Lynch, printre care femei abuzate, secretele întunecate ale micilor orașe și folosirea neconvențională a cântecelor cunoscute. Perdelele roșii sunt prezente, care au devenit de atunci o marcă a filmelor lui Lynch. De asemenea, pentru acest film, Lynch a lucrat prima dată cu Angelo Badalamenti, care va contribui la toate viitoarele sale filme.

## Reacțiile
Roger Ebert, celebrul critic de film al lui Chicago Sun-Times, a lăudat performanța Isabellei Rosselini, pe care caracterizat-o ca fiind "convingătoare și curajoasă" dar a criticat modul în care personajul i-a fost descris în film: "degradată, bătută, umilită și dezbrăcată în fața camerei de filmat. Și când ceri unei actrițe să îndure aceste experiențe, trebuie să o pui apoi într-un film important." Paul Attanasio de la The Washington Post a spus că 

"filmul ne face cunoscut un stilist vizual în culmea talentului " și că Angelo Badalamenti "contribuie cu o coloană sonoră extraordinară, care trece pe nesimțite de la jazz la acorduri de vioară și la stilul romantic obișnuit al coloanelor sonore hollywoodiene", dar pretinde că Lynch "nu vrea să comunice, ci doar în a-și scoate în evidență personalitatea. Filmul nu avansează și nici nu devine mai profund, ci doar devine mai ciudat, neducând către nimic. "

Janet Maslin de la The New York Times a scris,

"Interpretările D-lui. Hopper și D-rei. Rossellini sunt atât de ieșite din comun încât sunt înțelese cel mai bine ca dezinhibări; ambii se dăruiesc în întregime materialului, făcând exact ce trebuie." Critica încheie spunând că filmul este pe cât de fascinant, pe atât de bizar. El confirmă talentul inovator al d-lui Lynch, tehnica sa superbă și faptul că este cineva de evitat pe o alee întunecată." 

Criticul Philip French a afirmat că 

"Filmul se poartă bine și a obținut un statut clasic fără a deveni respectabil și fără să-și piardă periculozitatea."

Filmul a fost clasificat pe locul 84 în topul 100 Scariest Movie Moments realizat de Bravo.

### Premii
- Independent Spirit Award, Cel mai bun rol feminin principal, Isabella Rossellini
- Los Angeles Film Critics Association, Cel mai bun regizor, David Lynch
- Los Angeles Film Critics Association, Cel mai bun rol secundar masculin, Dennis Hopper
- National Society of Film Critics, Cel mai bun film, Catifeaua albastră
- National Society of Film Critics, Cel mai bun regizor, David Lynch
- National Society of Film Critics, Cea mai buna imagine, Frederick Elmes
- National Society of Film Critics, Cel mai bun rol secundar masculin, Dennis Hopper
- Academy Award, Cel mai bun regizor, David Lynch, nominalizare

## Drogul lui Frank
Pe toată durata filmului, Frank Booth folosește o mască pentru a respira un gaz dintr-un recipient. Natura acestui gaz este subiect de controversă.  Scenariul lui Lynch specifica heliu, al cărui scop ar fi să ridice vocea lui Frank și să o facă să semene cu a unui copil.  Totuși, în timpul filmărilor, Hopper care este un consumator de droguri experimentat, a afirmat că a înțeles ce drog folosește Frank și că heliul nu este potrivit.
"…Sunt recunoscător lui Dennis," a spus Lynch, "pentru că până în ultimul minut urma să fie heliu – pentru a face diferența dintre 'Tăticul' și efectul de copil mult mai mare. Dar n-am vrut să fie hazliu. Așa încât heliul s-a evaporat. Apoi, în prima repetiție, Dennis a spus, 'David, știu ce se află în recipientele astea.'  Și eu am spus, 'Mulțumescu-ți Doamne, Dennis, că știi ce este!'  Și a numit toate gazele."
Într-un documentar pe DVD-ul filmului, Hopper identifică drogul ca fiind amyl nitrite.

## Diverse
- Când Dorothy este pălmuită de Frank după prima scenă de viol, spectatorul ar trebui să-l vadă pe Frank lovind-o, dar în loc de aceasta, camera îl arată pe Jeffrey în dulap, fiind martor la scenă. Imaginea violentă a fost scoasă din motive de cenzură. Lynch crede însă că lipsa ei a făcut scena să fie și mai tulburătoare.[14]
- Varianta originală a lui Lynch avea aproape patru ore. Dar el a fost obligat prin contract să facă un film de două ore, deci a tăiat multe intrigi secundare și scene. Scenele șterse nu au fost niciodată regăsite, doar niște fotografii s-au păstrat. Varianta finală a lui Lynch este de aproape două ore.
- Willem Dafoe, la fel ca și Robert Loggia și Richard Bright au fost candidați pentru rolul lui Frank Booth.
- În același an cu "Catifeaua albastră", Dennis Hopper a primit o nominalizare pentru un Oscar pentru Cel mai bun rol secundar masculin pentru filmul Hoosiers. Unii cred că nominalizarea a fost mai degrabă pentru rolul Frank, dar caracterul lui Frank era prea negativ.
- Scena în care Dorothy apare goală, în stradă, după ce a fost violată și bătută, a fost inspirată de o experiență de-a lui Lynch din copilărie când împreună cu un prieten a văzut o femeie goală mergând noaptea pe o stradă din cartier. Experiența a fost atât de traumatică pentru tânărul Lynch încât a plâns și nu a uitat-o niciodată.